# ディープ・ロイ
ディープ・ロイ（Deep Roy、1957年12月1日 - ）は、ケニア出身の俳優、スタントマン。現在はアメリカ合衆国カリフォルニア州サンタモニカ在住。

## 略歴
ケニア生まれ。インド人の両親の間に生まれる。132センチメートルという身長のため、さまざまなキャラクターを演じてきた。映画デビューは1976年の『ピンクパンサー3』。『チャーリーとチョコレート工場』では、一人で165人のウンパルンパ役をこなした。
インドで26代続くマハラジャMaharajah Vinepalの出身である。

## 主な出演作品

### 映画（俳優）
- ピンク・パンサー3 The Pink Panther Strikes Again （1976年） - イタリア人の暗殺者
- ダーククリスタル The Dark Crystal （1982年）
- スター・ウォーズ エピソード6/ジェダイの帰還 Star Wars Episode VI: Return of the Jedi （1983年） - ドルーピー・マックール
- ネバーエンディング・ストーリー Die unendliche Geschichte （1984年） - ティーニー・ウィーニー
- オズ Return To OZ （1985年） - ブリキの木こり
- グリンチ How the Grinch Stole Christmas （2000年）- 郵便局の受付
- PLANET OF THE APES/猿の惑星 Planet of the Apes （2001年） - ゴリラの子供、セードの姪
- ビッグ・フィッシュ Big Fish （2003年） -　Mr.Soggybottom
- ホーンテッドマンション The Haunted Mansion （2003年）
- チャーリーとチョコレート工場 Charlie and the Chocolate Factory （2005年） - ウンパルンパ
- ティム・バートンのコープスブライド Corpse Bride（2005年）-　ちび将軍（ナポレオン・ボナパルト）※声の出演
- スター・トレック Star Trek （2009年） - キーンサー
- トランスフォーマー/リベンジ Transformers: Revenge of the Fallen （2009年） - エジプトの検問
- スター・トレック イントゥ・ダークネス Star Trek Into Darkness (2013年) - キーンサー
- スター・トレック BEYOND Star Trek Beyond (2016年) - キーンサー

### 映画（スタント）
- ポルターガイスト2 Poltergeist II: The Other Side （1986年）
- フック Hook （1991年）
- ヴァン・ヘルシング Van Helsing （2004年）

### ドラマ
- ドクター・フー Doctor Who（1977年–1986年）
- X-ファイル The X Files （1993年-2002年） - Beggar Man